# 曾志英
曾志英，人稱曾Sir（在粵語的通俗使用習慣中，「Sir」有專稱的意思），曾為香港商業電台財經節目主持，財經傳媒工作者及電視台財經節目主持。
曾志英曾經在香港樹仁學院（現稱香港樹仁大學）修讀新聞與傳播學系。畢業後，曾sir從事財經傳媒工作有廿年時間，曾在財經日報、明報、星島日報及東方日報任職財經翻譯、記者、編輯以至編輯主任等工作，後轉至電子傳媒出任節目主持。此外，他仍不時抽空在珠海書院、樹仁學院及浸會大學等大專院校任教。現時，他亦在星島日報、經濟一週及都市日報編寫專欄。

## 曾主持電台節目
- 《人生交叉盤》
- 《全民講股》

## 曾參與電影
- 《九個女仔一隻鬼》 飾演風水大師
- 《最愛女人購物狂》 飾演上市公司財務總監

## 曾主持電視台節目
- 《曾志英電視財經節目》（亞洲電視）
  - 《曾sir28騷》
  - 《曾sir下午茶》
- 《投資全攻略》（香港有線電視）
- 《理財博客》（亞洲電視）作為嘉賓主持
- 《曾sir廿八秀》（華娛衛視）－2008年4月18日起。

## 外部連結
- 曾sir.com(已失連)
- 曾SIR@Vcast TV （页面存档备份，存于）
- 曾志英—與他們從心出發[永久] 談天說道福音專輯